# オーストロネシア祖語

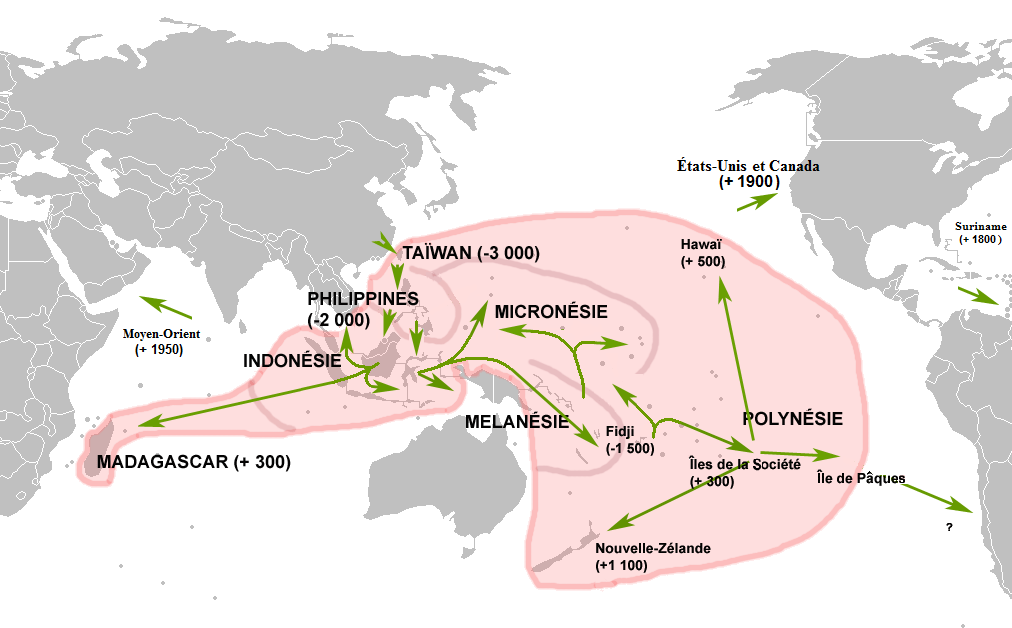
オーストロネシア語族の拡散。祖地は中国南部と考えられる

オーストロネシア祖語はオーストロネシア語族の再建された祖語である。また下位祖語としてマレー・ポリネシア祖語、オセアニア祖語、ポリネシア祖語が再建されている。

## 特徴
オーストロネシア祖語は現在の台湾諸語とフィリピン諸語と同じく多くの接辞や焦点が存在した。オーストロネシア語族の言語は開音節言語が多いが、祖語はむしろ閉音節言語であったと考えられる。日本語との関係を指摘する一部の説については「日本語の起源#オーストロネシア語族説」を参照。

## 祖地
オーストロネシア祖族は5000年前以降にフィリピンから台湾とインドネシア方面へ拡散していった。